# بخش کلدا
بخش کلدا (به لاتین: Kolda Department) یک منطقهٔ مسکونی در سنگال است که در ناحیه کولدا واقع شده‌است. بخش کلدا ۸٬۲۸۴ کیلومتر مربع مساحت و ۲۴۵٬۹۹۰ نفر جمعیت دارد.